# Julius Drake

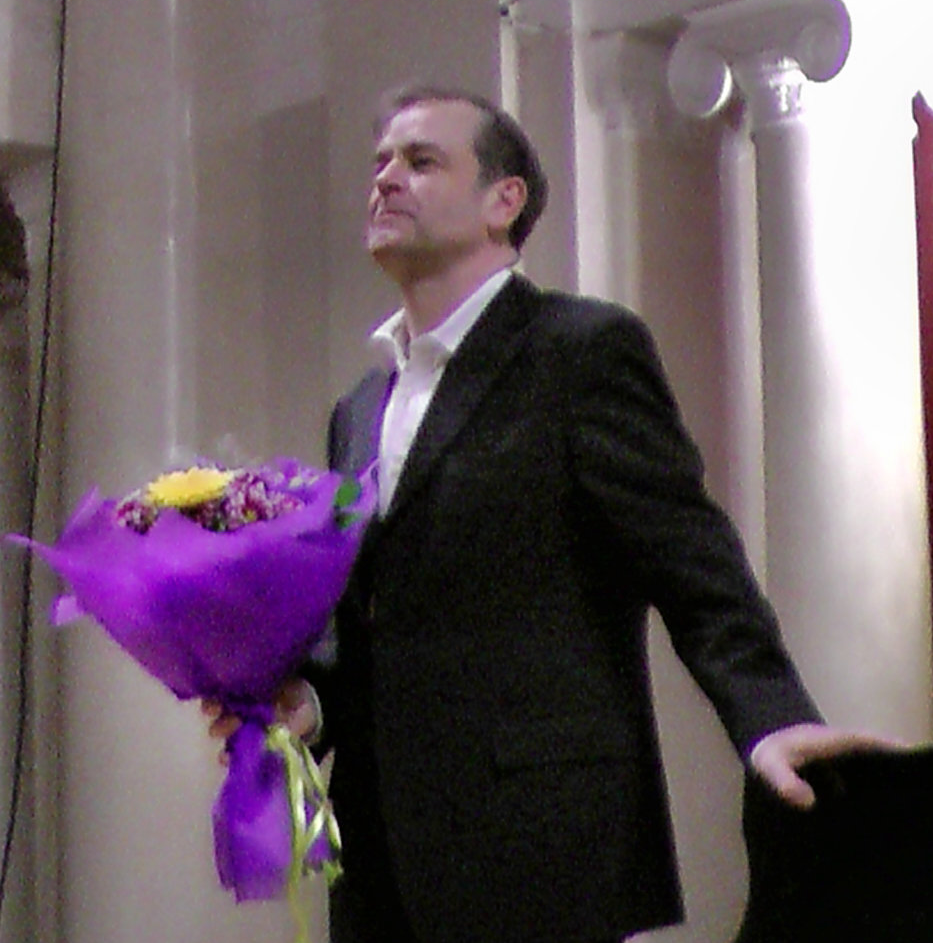
Julius Drake (2014)

Julius Drake (* 5. April 1959 in London) ist ein englischer Pianist. Er widmet sich ausschließlich der Kammermusik und steht unter den großen britischen Liedbegleitern mit Graham Johnson in der Nachfolge von Gerald Moore. Drake ist Professor an der Kunstuniversität Graz (Österreich).

## Leben und Wirken
Drake erhielt im Alter von fünf Jahren ersten Klavierunterricht. Er wurde an der Purcell School unterricht und studierte an der Londoner Royal Academy of Music.
Er konzertierte in der Kölner Philharmonie, Mailänder Scala, Carnegie Hall und Wigmore Hall, im Lincoln Center, Concertgebouw (Amsterdam), Châtelet (Paris), Louvre, Wiener Konzerthaus, Gran Teatre del Liceu und Wiener Musikverein, bei den Proms sowie bei zahlreichen Musikfestivals wie dem Aldeburgh Festival, Edinburgh Festival, dem Festival in München, der Schubertiade Schwarzenberg, den Salzburger Festspielen und in Tanglewood  Zu internationalen Kammermusik-Festspielen wird er regelmäßig eingeladen, so nach Kuhmo, Delft, Oxford und Cork.
Begleitet hat er u. a. Thomas Allen, Olaf Bär, Angelika Kirchschlager, Sergei Leiferkus, Felicity Lott, Katarina Karnéus, Simon Keenlyside, Christoph Prégardien, Thomas Quasthoff, Willard White und Alice Coote. Vielfach ausgezeichnet wurden seine Aufnahmen mit dem Tenor Ian Bostridge. Aufnahmen mit Gerald Finley (Ives, Ravel, Britten) fanden großen Beifall. Die Lieder von Barber und Schumann (Heine) erhielten 2008 und 2009 die Gramophone Awards.
Von 2000 bis 2003 leitete er in Australien das Perth International Chamber Music Festival. Er gestaltete die Aufführungen von Janáčeks Tagebuch eines Verschollenen mit Deborah Warner in München, London, Dublin, Amsterdam und New York. 2009 war er künstlerischer Leiter vom Leeds Lieder Festival. 
Drake lehrt seit 2010 als Professor an der Universität für Musik und darstellende Kunst Graz. Zudem gab er Meisterkurse in Amsterdam, Brüssel, Oxford, Paris, Wien und am Franz Schubert-Institut in Baden bei Wien. Seit 2009 ist er Direktor des Machynlleth Festival in Wales.